# Campionati europei under 23 di atletica leggera 2011
L'VIII Campionato europeo under 23 di atletica leggera si è disputato a Ostrava, nella Repubblica Ceca, dal 14 al 17 luglio 2011.

## Nazioni partecipanti
Tra parentesi, il numero di atleti partecipanti per nazione.
- Armenia (1)
- Austria (8)
- Azerbaigian (3)
- Belgio (16)
- Bielorussia (21)
- Bulgaria (11)
- Cipro (9)
- Croazia (10)
- Danimarca (8)
- Estonia (15)
- Finlandia (29)
- Francia (66)
- Georgia (2)
- Germania (69)

- Gran Bretagna (39)
- Grecia (12)
- Irlanda (19/20)
- Islanda (3)
- Israele (8)
- Italia (49)
- Lettonia (15/17)
- Lituania (14)
- Macedonia (2)
- Malta (2)
- Moldavia (1)
- Monaco (1)
- Norvegia (29)
- Paesi Bassi (25)

- Polonia (65)
- Portogallo (19)
- Rep. Ceca (33)
- Romania (27/30)
- Russia (58)
- Serbia (9)
- Slovacchia (7)
- Slovenia (6)
- Spagna (47)
- Svezia (36/35)
- Svizzera (24)
- Turchia (19)
- Ucraina (43)
- Ungheria (19)

## Risultati
I risultati del campionato sono stati:

### Uomini
| Specialità | Oro                                                                     | Prestazione | Argento                                                                         | Prestazione | Bronzo                                                             | Prestazione |
| Corse piane |                                                                         |             |                                                                                 |             |                                                                    |             |
| 100 metri | James Alaka Gran Bretagna                                               | 10"45       | Michael Tumi Italia                                                             | 10"47       | Andrew Robertson Gran Bretagna                                     | 10"52       |
| 200 metri | Lykourgos-Stefanos Tsakonas Grecia                                      | 20"56       | James Alaka Gran Bretagna                                                       | 20"60       | Pavel Maslák Rep. Ceca                                             | 20"67       |
| 400 metri | Nigel Levine Gran Bretagna                                              | 46"10       | Brian Gregan Irlanda                                                            | 46"12       | Luke Lennon-Ford Gran Bretagna                                     | 46"22       |
| 800 metri | Adam Kszczot Polonia                                                    | 1'46"71     | Kevin López Spagna                                                              | 1'46"93     | Mukhtar Mohammed Gran Bretagna                                     | 1'48"01     |
| 1.500 metri | Florian Carvalho Francia                                                | 3'50"42     | James Shane Gran Bretagna                                                       | 3'50"58     | David Bustos Spagna                                                | 3'50"59     |
| 5.000 metri | Sindre Buraas Norvegia                                                  | 14'22"69    | Ross Millington Gran Bretagna                                                   | 14'22"78    | Jesper van der Wielen Paesi Bassi                                  | 14'23"31    |
| 10.000 metri | Sondre Nordstad Moen Norvegia                                           | 28'41"66    | Ahmed El Mazoury Italia                                                         | 28'46"97    | Musa Roba-Kinkal Germania                                          | 28'57"91    |
| Corse a ostacoli |                                                                         |             |                                                                                 |             |                                                                    |             |
| 110 metri ostacoli | Sergej Šubenkov Russia                                                  | 13"56       | Balázs Baji Ungheria                                                            | 13"58       | Lawrence Clarke Gran Bretagna                                      | 13"62       |
| 400 metri ostacoli | Jack Green Gran Bretagna                                                | 49"13       | Nathan Woodward Gran Bretagna                                                   | 49"28       | Emir Bekrić Serbia                                                 | 49"61       |
| 3000 metri siepi | Sebastián Martos Spagna                                                 | 8'35"35     | Abdelaziz Merzoughi Spagna                                                      | 8'36"21     | Alexandru Ghinea Romania                                           | 8'38"51     |
| Staffette |                                                                         |             |                                                                                 |             |                                                                    |             |
| Staffetta 4x100 m | Italia Michael Tumi Francesco Basciani Davide Manenti Delmas Obou       | 39"05       | Gran Bretagna Andrew Robertson Kieran Showler-Davis Richard Kilty Daniel Talbot | 39"10       | Germania Florian Hübner Maximilian Kessler Robin Erewa Felix Göltl | 39"19       |
| Staffetta 4x400 m | Gran Bretagna Nigel Levine Thomas Phillips Jamie Bowie Luke Lennon-Ford | 3'03"53     | Polonia Michal Pietrzak Jakub Krzewina Lukasz Krawczuk Mateusz Fórmanski        | 3'03"62     | Russia Aleksej Kenig Anton Volobuev Artëm Važov Vladimir Krasnov   | 3'04"01     |
| Corse su strada |                                                                         |             |                                                                                 |             |                                                                    |             |
| 20 km marcia | Dawid Tomala Polonia                                                    | 1h24'21     | Denis Strelkov Russia                                                           | 1h24'25     | Valerij Filipčuk Russia                                            | 1h24'30     |
| Salti |                                                                         |             |                                                                                 |             |                                                                    |             |
| Salto in alto | Bohdan Bondarenko Ucraina                                               | 2,30 m      | Sergej Mudrov Russia                                                            | 2,30 m      | Miguel Ángel Sancho Spagna                                         | 2,21 m      |
| Salto con l'asta | Paweł Wojciechowski Polonia                                             | 5,70 m      | Karsten Dilla Germania                                                          | 5,60 m      | Dmitrij Željabin Russia                                            | 5,55 m      |
| Salto in lungo | Aleksandr Men'kov Russia                                                | 8,08 m      | Marcos Chuva Portogallo                                                         | 7,94 m      | Guillaume Victorin Francia                                         | 7,86 m      |
| Salto triplo | Sheryf El-Sheryf Ucraina                                                | 17,72 m     | Aleksej Fëdorov Russia                                                          | 16,85 m     | Jurij Kovalëv Russia                                               | 16,82 m     |
| Lanci |                                                                         |             |                                                                                 |             |                                                                    |             |
| Getto del peso | David Storl Germania                                                    | 20,45 m     | Dmytro Savyc'kyj Ucraina                                                        | 19,18 m     | Marin Premeru Croazia                                              | 18,83 m     |
| Lancio del disco | Lawrence Okoye Gran Bretagna                                            | 60,70 m     | Mykyta Nesterenko Ucraina                                                       | 59,67 m     | Fredrik Amundgård Norvegia                                         | 59,42 m     |
| Lancio del martello | Paweł Fajdek Polonia                                                    | 78,54 m     | Javier Cienfuegos Spagna                                                        | 73,03 m     | Aleh Dubicki Bielorussia                                           | 72,52 m     |
| Lancio del giavellotto | Till Wöschler Germania                                                  | 84,38 m     | Fatih Avan Turchia                                                              | 84,11 m     | Dmitrij Tarabin Russia                                             | 83,18 m     |
| Prove multiple |                                                                         |             |                                                                                 |             |                                                                    |             |
| Decathlon | Thomas Van der Plaetsen Belgio                                          | 8157 p.     | Ėduard Michan Bielorussia                                                       | 8152 p.     | Mihail Dudaš Serbia                                                | 8117 p.     |
| record mondiale; record mondiale stagionale; miglior prestazione mondiale under 23; miglior prestazione mondiale stagionale under 23; record europeo; miglior prestazione europea stagionale; miglior prestazione europea under 23; miglior prestazione europea stagionale under 23; record dei campionati; record nazionale; record nazionale under 23; record personale; record personale stagionale. |                                                                         |             |                                                                                 |             |                                                                    |             |

### Donne
| Specialità | Oro                                                                            | Prestazione | Argento                                                                      | Prestazione | Bronzo                                                                  | Prestazione |
| Corse piane |                                                                                |             |                                                                              |             |                                                                         |             |
| 100 metri | Andreea Ograzeanu Romania                                                      | 11"65       | Leena Günther Germania                                                       | 11"75       | Anna Kiełbasińska Polonia                                               | 11"77       |
| 200 metri | Anna Kiełbasińska Polonia                                                      | 23"23       | Moa Hjelmer Svezia                                                           | 23"24       | Marit Dopheide Paesi Bassi                                              | 23"32       |
| 400 metri | Ol'ga Topil'skaja Russia                                                       | 51"45       | Julija Terechova Russia                                                      | 52"63       | Lena Schmidt Germania                                                   | 52"66       |
| 800 metri | Merve Aydın Turchia                                                            | 2'00"46     | Lynsey Sharp Gran Bretagna                                                   | 2'00"65     | Aleksandra Bulanova Russia                                              | 2'01"40     |
| 1.500 metri | Tuğba Karakaya Turchia                                                         | 4'20"80     | Corinna Harrer Germania                                                      | 4'21"52     | Katarzyna Broniatowska Polonia                                          | 4'22"06     |
| 5.000 metri | Layes Abdullayeva Azerbaigian                                                  | 15'29"47    | Ekaterina Gorbunova Russia                                                   | 15'45"14    | Stevie Stockton Gran Bretagna                                           | 15'58"51    |
| 10.000 metri | Layes Abdullayeva Azerbaigian                                                  | 32'18"05    | Ljudmyla Kovalenko Ucraina                                                   | 33'35"36    | Catarina Ribeiro Portogallo                                             | 34'10"39    |
| Corse a ostacoli |                                                                                |             |                                                                              |             |                                                                         |             |
| 100 metri ostacoli | Alina Talaj Bielorussia                                                        | 12"91       | Lisa Urech Svizzera                                                          | 13"00       | Cindy Roleder Germania                                                  | 13"10       |
| 400 metri ostacoli | Anna Jaroščuk Ucraina                                                          | 54"77       | Anna Titimec' Ucraina                                                        | 54"91       | Meghan Beesley Gran Bretagna                                            | 55"69       |
| 3000 metri siepi | Gülcan Mingir Turchia                                                          | 9'47"83     | Jana Sussmann Germania                                                       | 9'48"01     | Marija Šatalova Ucraina                                                 | 9'48"22     |
| Staffette |                                                                                |             |                                                                              |             |                                                                         |             |
| Staffetta 4x100 m | Russia Ekaterina Filatova Alena Tamkova Ekaterina Kuzina Nina Argunova         | 44"14       | Francia Yariatou Toure Sarah Goujon Orlann Ombissa-Dzangue Cornnelly Calydon | 44"26       | Gran Bretagna Annabelle Lewis Emily Diamond Torema Thompson Asha Philip | 44"34       |
| Staffetta 4x400 m | Russia Evgenija Subbotina Ekaterina Efimova Julija Terechova Ol'ga Topil'skaja | 3'27"72     | Ucraina Kateryna Pljašečuk Alina Lohvynenko Anna Jaroščuk Julija Oliševs'ka  | 3'30"13     | Francia Clemence Sorgnard Marie Gayot Elea Mariama Diarra Floria Guei   | 3'31"73     |
| Corse su strada |                                                                                |             |                                                                              |             |                                                                         |             |
| 20 km marcia | Julia Takács Spagna                                                            | 1h31'55     | Antonella Palmisano Italia                                                   | 1h36'26     | Eleonora Anna Giorgi Italia                                             | 1h38'41     |
| Salti |                                                                                |             |                                                                              |             |                                                                         |             |
| Salto in alto | Esthera Petre Romania                                                          | 1,98 m =    | Oksana Okuneva Ucraina                                                       | 1,94 m      | Burcu Ayhan Turchia                                                     | 1,94 m      |
| Salto con l'asta | Holly Bleasdale Gran Bretagna                                                  | 4,55 m      | Katerina Stefanidi Grecia                                                    | 4,45 m      | Annika Roloff Germania                                                  | 4,40 m      |
| Salto in lungo | Dar'ja Klišina Russia                                                          | 7,05 m      | Ivana Španović Serbia                                                        | 6,74 m      | Sosthene Moguenara Germania                                             | 6,74        |
| Salto triplo | Paraskeuī Papachristou Grecia                                                  | 14,40 m     | Carmen Toma Romania                                                          | 13,92 m     | Anna Jagaciak Polonia                                                   | 13,86 m     |
| Lanci |                                                                                |             |                                                                              |             |                                                                         |             |
| Getto del peso | Evgenija Kolodko Russia                                                        | 18,87 m     | Sophie Kleeberg Germania                                                     | 17,92 m     | Melissa Boekelman Paesi Bassi                                           | 17,88 m     |
| Lancio del disco | Julia Fischer Germania                                                         | 59,60 m     | Anastasija Kaštanava Bielorussia                                             | 56,25 m     | Anita Márton Ungheria                                                   | 54,14 m     |
| Lancio del martello | Bianca Perie Romania                                                           | 71,59 m     | Joanna Fiodorow Polonia                                                      | 70,06 m     | Sophie Hitchon Gran Bretagna                                            | 69,59 m     |
| Lancio del giavellotto | Sarah Mayer Germania                                                           | 59,29 m     | Vira Rebryk Ucraina                                                          | 58,95 m     | Oona Sormunen Finlandia                                                 | 58,54 m     |
| Prove multiple |                                                                                |             |                                                                              |             |                                                                         |             |
| Eptathlon | Grit Šadeiko Estonia                                                           | 6134 p.     | Kateřina Cachová Rep. Ceca                                                   | 6123 p.     | Jana Maksimava Bielorussia                                              | 6075 p.     |
| record mondiale; record mondiale stagionale; miglior prestazione mondiale under 23; miglior prestazione mondiale stagionale under 23; record europeo; miglior prestazione europea stagionale; miglior prestazione europea under 23; miglior prestazione europea stagionale under 23; record dei campionati; record nazionale; record nazionale under 23; record personale; record personale stagionale. |                                                                                |             |                                                                              |             |                                                                         |             |

## Medagliere
Legenda
     Paese ospitante
| Posizione | Paese         | Oro | Argento | Bronzo | Totale |
| --------- | ------------- | --- | ------- | ------ | ------ |
| 1         | Russia        | 9   | 5       | 3      | 17     |
| 2         | Ucraina       | 4   | 6       | 1      | 11     |
| 3         | Gran Bretagna | 4   | 5       | 8      | 17     |
| 4         | Germania      | 4   | 3       | 8      | 15     |
| 5         | Polonia       | 3   | 3       | 1      | 7      |
| 6         | Romania       | 3   | 1       | 1      | 5      |
| 7         | Grecia        | 2   | 1       | 0      | 3      |
| 8         | Azerbaigian   | 2   | 0       | 0      | 2      |
| 8         | Norvegia      | 2   | 0       | 0      | 2      |
| 10        | Spagna        | 1   | 3       | 3      | 7      |
| 11        | Turchia       | 1   | 3       | 1      | 5      |
| 12        | Bielorussia   | 1   | 2       | 1      | 4      |
| 13        | Italia        | 1   | 2       | 0      | 3      |
| 14        | Francia       | 1   | 0       | 2      | 3      |
| 15        | Belgio        | 1   | 0       | 0      | 1      |
| 16        | Serbia        | 0   | 1       | 2      | 2      |
| 17        | Ungheria      | 0   | 1       | 1      | 2      |
| 17        | Portogallo    | 0   | 1       | 1      | 2      |
| 19        | Irlanda       | 0   | 1       | 0      | 1      |
| 19        | Svizzera      | 0   | 1       | 0      | 1      |
| 21        | Paesi Bassi   | 0   | 0       | 2      | 2      |
| 22        | Croazia       | 0   | 0       | 1      | 1      |
| 22        | Rep. Ceca     | 0   | 0       | 1      | 1      |
| 22        | Finlandia     | 0   | 0       | 1      | 1      |
| 22        | Svezia        | 0   | 0       | 1      | 1      |
| Totale    | Totale        | 39  | 39      | 39     | 117    |